# Iresine rhizomatosa
Iresine rhizomatosa là loài thực vật có hoa thuộc họ Dền. Loài này được Standl. mô tả khoa học đầu tiên năm 1915.